# Moreno Conficconi
Moreno Conficconi, detto Il Biondo (Meldola, 29 luglio 1958), è un musicista e compositore italiano, famoso nel genere del liscio.
È un virtuoso del clarinetto e del sassofono.

## Biografia

### I primi anni e l'Orchestra Casadei
In giovane età suona con gruppi locali e studia presso il Liceo Musicale di Forlì. Clarinettista, sassofonista e cantante si esibisce con vari gruppi pop/folk del territorio. Nel 1980, all'età di 21 anni, fonda una sua orchestra (Moreno C Gruppo Italia) e nel 1982 è cofondatore insieme a Franco Bergamini dell’orchestra “Franco Bergamini Classico Internazionale”. Entra a far parte, nel 1990, dell'orchestra di Raoul Casadei.
Per dieci anni è il braccio destro di Raoul, leader dell’orchestra, presidente della cooperativa a dal 1992 al 1997 e titolare dell'agenzia "La Rossa" (dal 1995 al 1997) che ne cura il calendario gestendo 330 date l’anno.
Sono questi gli anni di collaborazioni con diversi artisti tra cui Tito Puente, Augusto Martelli, Gloria Gaynor e i Pitura Freska.
Numerosi gli eventi, tra cui la partecipazione al Carnevale di Rio de Janeiro o il Festival del Liscio Italiano a New York e decine di concerti nel mondo tra Europa e America. Sono gli anni anche di partecipazione ad importanti festival internazionali e trasmissioni TV.
Nel 1996 canta e firma l'arrangiamento del brano La terra dei cachi di Elio e le Storie Tese che poi verrà distribuito con il titolo La terra dei cachi (The Rimini Tapes). 
Sotto il suo coordinamento e direzione musicale viene realizzata Ballo Globale - La musica che fa ballare il mondo, una compilation di 20 cd con fascicoli allegati.
Nel 2001 fonda il gruppo musicale “Mediterranea”, sperimentazione musicale che unisce il Liscio alla musica Latina, pubblicando un album dal titolo omonimo distribuito da Halidon. Nello stesso anno realizza La balera, una raccolta di 24 CD con oltre 300 brani, prodotta da Halidon.

### Dopo Casadei
Nel 2004 Moreno è fondatore dell'Orchestra Grande Evento, dove porterà con sé interpreti come Mauro Ferrara, Fiorenzo Tassinari, Walter Giannarelli, Roberto Forti. Organizza e partecipa a spettacoli delle Edizioni Casadei Sonora diventandone anche il direttore artistico, ruolo che copre in diretta collaborazione con Riccarda Casadei, figlia di Secondo Casadei (autore della canzone Romagna mia).
Nel 2009 collabora con Massimo Bubola nella realizzazione di 2 brani dell'EP Romagna Nostra, rivisitazione di alcuni brani della tradizione romagnola e inizia la collaborazione con Giordano Sangiorgi, patron del MEI.
Nel 2010 insieme a Fiorenzo Tassinari e con la produzione di Giovanni Amighetti, incide il CD raccolta La musica di Secondo Casadei dove ripropone i brani di Secondo Casadei.
Nel 2010 è anche ideatore insieme al Comune di Gatteo dell’evento che festeggia il primo giorno dell’anno.
Appassionato di sport, è promotore e giocatore nella Nazionale italiana cantanti. Debutta nel giugno 2000 a Cesenatico e nel 2021 ne diventa socio, indossando la fascia di capitano il 7 settembre a Monza, nel corso della 30ª edizione della Partita del Cuore.
Nel 2011, con il comico di Zelig Off Giancarlo Pizzol, è autore e attore nello spettacolo I vitelloni in balera.
Nel 2012 è fondatore insieme a Luca Bergamini della “grande Orchestra della Romagna”.

### L'opera di rilancio del folk e della Romagna (dal 2013 in poi)
Nel 2013 il Ravenna Festival - il cui tema è Alchimie Popolari - gli affida la realizzazione e la conduzione dello spettacolo Secondo a nessuno, concerto tributo alla musica di Secondo Casadei. L’Orchestra Sinfonica Giovanile Cherubini di Riccardo Muti, diretta dal M° Giorgio Babbini, si unisce all’orchestra di Moreno il Biondo con ospiti Gianluigi Trovesi, Gianni Coscia, Simone Zanchini. All’evento, tenutosi al Pala De Andre’ di Ravenna partecipano 4.000 persone. È la prima volta documentata in cui un’orchestra sinfonica suona un programma composto da Liscio. 
Nello stesso anno è anche direttore artistico, coordinatore musicale e presentatore per il Colossal del Liscio - Romagna Mia: una sinfonia per tutti svoltosi il 23 dicembre al Palacongressi di Rimini con la presenza dell’Orchestra Sinfonica Giovanile Luigi Cherubini diretta dal M° Giorgio Babbini, con ospiti, tra gli altri, l’Orchestra Casadei e il Re del Liscio Raoul Casadei, con la regia di Andrea Masoni. 
Nel 2014 incontra grazie a Riccarda Casadei, Mirco Mariani e da questa alchimia presto nascerà il gruppo Extraliscio. 
Nel 2015 si esibisce insieme all'Orchestra Grande Evento in rappresentanza della Regione Emilia-Romagna il 18 settembre nel Padiglione Italia di Expo Milano 2015.
Nell’estate del 2016 suona con i 100 Cello’s, Giovanni Sollima, Enrico Melozzi e Fiorenzo Tassinari al Ravenna Festival e successivamente è, con gli Extraliscio, sul palco della prima edizione della Notte del Liscio insieme a Extraliscio, Orchestra Casadei e Goran Bregović.
Nel 2017 esce su SKY ARTE HD il docufilm in tre atti Vai col Liscio - L'epopea del Liscio in cui Moreno si racconta e presenta l'Orchestra Grande Evento e gli Extraliscio.
Nell'autunno del 2017 canta e suona la canzone Niente con Lo Stato Sociale; il brano è colonna Sonora del film Gli asteroidi di Germano Maccioni, unico film italiano presemte al Festival di Locarno 2017.
Il 10 luglio 2019 è invitato da Jovanotti insieme all'Orchestra Grande Evento sul palco del Jova Beach Party a Rimini. Qui propone un set di 30 minuti di musica romagnola, davanti a 50.000 persone e duettando con Jovanotti su un arrangiamento in chiave folk del brano Sbagliato.
Il 29 luglio 2023 è sul palco di Rockin'1000  by Fabio Zaffagnini per suonare Romagna mia, davanti a 17000 persone e insieme a 1000 musicisti..
Diodato è stato lo special guest di Rockin'1000 For Romagna.

### Con gli Extraliscio (2014-2023)
Co-Fondatore del gruppo nel 2014, partecipa a importanti eventi (Notte del Liscio, Sponz Fest, film Gli Ateroidi).
A marzo 2020 viene pubblicato il video di Merendine blu, il primo singolo dell'album Punk da balera degli Extraliscio, in cui è protagonista con Lodo Guenzi (Lo Stato Sociale) e Orietta Berti. Durante l'estate 2020 con gli Extraliscio partecipa ad alcune tappe de La Milanesiana ideata e diretta da Elisabetta Sgarbi. In contemporanea esce il video musicale della cover di Sbagliato, già proposto al Jova Beach Party.
A settembre 2020 esce il film Extraliscio punk da balera di Elisabetta Sgarbi. Il film vincerà il premio SIAE per il talento creativo al Festival del Cinema di Venezia e il premio FICE (cinema d’essay) a Mantova. La pellicola è presentata al Festival del cinema di Roma, Torino, Berlino e Los Angeles. La regista Elisabetta Sgarbi ha dedicato agli Extraliscio il libro “Extraliscio – Una storia punk ai confini della balera” edito nel giugno 2021 per La Nave di Teseo.
Il 17 dicembre 2020, gli Extraliscio vengono annunciati come Big in gara al Festival di Sanremo 2021 insieme a Davide Toffolo con etichetta discografica Betty Wrong 
Il 4 marzo 2021 debuttano al Festival di Sanremo 2021 con il brano “Bianca Luce Nera” con Davide Toffolo. Nella serata dedicata alle cover presentano una versione di “rosamunda” insieme a Peter Pichler al trautonium che rimarrà indelebile nella storia del Festival. Ne seguirà un album dal titolo E’ bello perdersi edito da Betty Wrong.
Gli Extraliscio compongono la canzone ufficiale del Giro d’Italia 103 “ Giro Gira Giro Gi” e firmano ed eseguono alcuni brani della colonna sonora di “Lei mi parla ancora” il film scritto e diretto da Pupi Avati tratto dall’omonimo libro di Giuseppe Sgarbi.
Gennaio 2023 esce "La maschera ride”, il nuovo brano degli Extraliscio con testo di Pacifico e Moreno Conficconi, musica di Mirco Mariani e Moreno Conficconi, canzone ufficiale del Carnevale di Viareggio che festeggia 150 anni. Per il Carnevale realizzano anche la cover di una storica canzone: “Festa di Gioventù”.
Nel 2023 Moreno termina il sodalizio artistico con Mirco Mariani.

### Il post Extraliscio, gli E-Wired Empathy e il Viaggio nella Musica Popolare Italiana
Nel 2023 viene annunciato un nuovo progetto musicale di Moreno che seguendo le contaminazioni interplay vuole esplorare i capolavori della musica popolare italiana negli anni, da Casadei alle musiche popolari del dopoguerra passando per i decenni caldi ’60 e ’70.
A lanciare il progetto Stefania Morciano interpreta Beddha ci Dormi con Moreno il Biondo e E-Wired Empathy ovvero Luca Nobis, Giovanni Amighetti, Valerio Combass "Combass adventure" e Roberto Gualdi. Prende il via così il progetto Viaggio nella musica popolare italiana che si concretizza con un disco e un tour.
L'11 Maggio 2024 esce così il singolo Salirà, primo singolo estratto dal disco Romagna 2.0. Il brano è stato prodotto insieme agli E-Wired Empathy con Giovanni Amighetti ed Alessandro Marcantoni 
Nel Marzo 2024 Moreno è parte de cast fisso della trasmissione Paradise, un programma di Pascal Vicedomi in onda su Rai2 in seconda serata per 14 puntate.

## Come autore
Compositore e arrangiatore, nella sua carriera ha scritto circa 700 brani, tra cui ricordiamo Polkissima, Porfirio Rubirosa, Scatenata e Romagna Capitale, quest'ultima resa famosa dall'Orchestra Casadei e ri-arrangiata nel progetto del gruppo "JMP – Jamit Music Production / Jamit 4 Gospel" con il titolo He lives. Autore di numerose sigle, è l'arrangiatore di importanti brani della musica popolare italiana.

## Orchestre con cui ha lavorato
- 1971 Salsubium
- 1971 Visione Romagnola
- 1972 Linea Calda
- 1976 Daniela Rosy
- 1978 Bruna Lelli
- 1980 Moreno C Gruppo Italia
- 1982 Orchestra Franco Bergamini Classico Internazionale
- 1990-2000 Orchestra Raoul Casadei
- 2001 Orchestra Mediterranea
- 2002-attuale Orchestra Grande Evento
- 2012-Grande Orchestra della Romagna
- 2013-Sestetto Romagna Mia
- 2014-2023 Extraliscio
- 2023 - Rockin'1000 (guest)
- 2023 attuale Orchestra Cara Forlì
- 2023 attuale E-Wired Empaty (Guest)

## Discografia parziale

### Album solista e con gruppi da lui fondati
- Le Canzoni Del Grande Evento, Grande Evento, ed. Beitempi, 2010.[14]
- Amarcord, Grande Evento, ed. Beitempi, 2010.[14]
- Moreno Il Biondo (e l'orchestra Grande Evento), Moreno il Biondo e l'Orchestra Grande Evento, ed. Pullini, 2010[14]
- Insieme, Moreno il Biondo, ed. Bernardi Records, 2011.
- 40° carriera, Moreno il Biondo, ed. Bernardi Records, 2011.
- Preferisco Restare (L'orchestra italiana del ballo), Orchestra Grande Evento, Tre D records, 2013
- Ballabilissimi folk, Orchestra Grande Evento, Tre D records, 2013
- Cha cha cha d'amor/Riviera romagnola, eXtraLiscio, 2014
- #dolcementeindispensabile, Orchestra Grande Evento, 2014
- Ballabilessum, eXtraLiscio, 2017
- Imballabilissimi. eXtraLiscio, 2017
- Liscio alla fermata, Orchestra Grande Evento, 2018
- Canzoni senza confini,Orchestra Grande Evento 2019

### Con orchestre
- Rimini, Rimini, Rimini, Orchestra Casadei, Musica Solare, 1991.
- Dedicato a Secondo Casadei, Orchestra Casadei, Musica Solare, 1991.
- Atmosfera blu. L'ora del tango, Orchestra Casadei, Musica Solare, 1992.
- Buone notizie! Gli italiani hanno ricominciato a ballare.., Orchestra Casadei, Musica Solare, 1993.
- Ancora buone notizie: I solisti del latino romagnolo, Orchestra Casadei, Musica Solare, 1994.
- Navigando col re del ballo dal vivo dalla nave del sole, Orchestra Casadei, Musica Solare, 1995.
- La terra dei cachi (con Elio e le Storie Tese, Orchestra Casadei, Musica Solare-Aspirine music, 1996.
- Romagna mia, Orchestra Casadei, Musica Solare, 1996.
- Cantautori a prova di ballo, Orchestra Casadei, Musica Solare, 1996.
- Fisarmonica italiana, Orchestra Casadei, Musica Solare, 1996.
- Caschè - il meglio del tango, Orchestra Casadei, Musica Solare, 1997.
- Il migliore, Orchestra Casadei, Musica Solare, 1997.
- La canzone del mare, Orchestra Casadei, Musica Solare, 1997.
- Ballamondo - Tutti i balli del mondo in un solo disco!, Orchestra Casadei, Musica Solare, 1998.
- Raoul Casadei l'orchestra italiana dal vivo (concerto live), Orchestra Casadei, Musica Solare, 1999.
- Romagna capitale Romagna mia, Orchestra Casadei, Musica Solare, 2000.
- Mediterranea (La Balera)[15], (il Folklore)[15]
- Mediterranea (Ballo, musica & spettacolo), Orchestra i Mediterranea, Halidon
- Concerto per Secondo Casadei, Grande Evento e orchestra Luca Bergamini, ed. Eurozeta, 2010.

### Partecipazioni a compilation
- Ballo globale - la musica che fa ballare il mondo, HOBBY&WORK. Come curatore; 20 cd + fascicoli
- La balera, ed. Halidon. Come curatore; 24 cd
- Polka, Ed. Halidon, 1997.[16]
- Il Liscio - Tango Valzer Mazurca, AA.VV., ed. Halidon.[17]
- Ballando il liscio (Polka, mazurka, valzer), ed. Halidon.[18]
- Compilation Grande Evento "Rossa", Orchestra Grande Evento, ed Beitempi.[14]
- La musica di Secondo Casadei, Arte Sonora / Elicona / Casadei Sonora, 2011. Disponibile anche un video del backstage.[7]

### Collaborazioni
- La terra dei cachi (con Elio e le Storie Tese, Orchestra Casadei, Musica Solare-Aspirine music, 1996. Come arrangiatore del brano La terra dei cachi (The Rimini Tapes).
- Romagna nostra - EP di Massimo Bubola
- Gatto Amico, AA.VV, Ed. Musicali Pullini, 2007. Come curatore e arrangiatore del brano "Gatto Amico".

## DVD
- 50 anni orchestra Casadei, celebrativo del compleanno dell'orchestra.
- 80 voglia di ballare, ed. Fonola.[19]
- Orchestra Grande Evento, DVD pubblicitario autopubblicato
- 40° carriera Gatteo Mare live 2012, ed. Bernardi Records con Casadei Sonora, Festivalballo e Dardari multimedia, regia di Francesco Dardari, 2012

## Documentari
- Il popolo del liscio(62'), Nevio Casadio, 2007, presentato in Trasmissione Speciale tg1, RAI Uno 05.08.07, partecipazione al filmato di chiusura.
- Vai col Liscio - L'epopea del Liscio, 2017
- Speciale Extraliscio, documentario per RSI

## Trasmissioni televisive
- Settenote, Teleromagna
- Romagna mia, format di Casadei Sonora e trasmesso su alcune emittenti italiane
- Cuore d'Italia, format di Casadei Sonora e trasmesso su alcune emittenti italiane
- La prova del cuoco, autore della sigla edizione 2015/2016

## Eventi
- 2011 - Emilia Romagna mia, il cuore dell'Italia che balla,precedenti edizioni con l'Orchestra Bagutti
- 2011 - Franco Bergamini Memorial
- 2013 - Secondo a nessuno, concerto-tributo a Secondo Casadei, Sestetto 1928, Orchestra Grande Evento e Orchestra Giovanile Luigi Cherubini diretta da Giorgio Babbini. Ravenna Festival, Ravenna,
- 2015-2016-2017-2018-2019-2020-2021-2022-2023 Notte del Liscio
- 10 Luglio 2019 Jova Beach Party Rimini